# Steve Watson
Steven Craig Watson, detto Steve (North Shields, 1º aprile 1974), è un allenatore di calcio ed ex calciatore inglese, di ruolo difensore o centrocampista.

## Carriera

### Giocatore

#### Club
Ha giocato nella prima divisione inglese.

#### Nazionale
Ha partecipato ai Mondiali Under-20 del 1991 ed a quelli del 1993. In seguito ha giocato anche nella nazionale inglese Under-21.

### Allenatore
Ha allenato vari club nelle serie minori inglesi.

## Palmarès

### Giocatore

#### Competizioni nazionali
- Campionato inglese di seconda divisione: 1

Newcastle United: 1992-1993